# Poieszboot
De Poieszboot is de benaming voor het voetveer tussen Sneek en Kolmeersland. Deze dienst vaart alleen tijdens de Sneekweek.
De veerdienst is vernoemd naar de in Sneek bekende familie Poiesz. Het familiebedrijf Poiesz Supermarkten is een van de geldschieters. De schepen die voor deze dienst gebruikt werden zijn onder meer de Toerist V en de Nanja. De veerdienst vertrekt vanaf de 1e Oosterkade in de binnenstad van Sneek en vaart zonder extra stops richting het Kolmeersland en vice versa.
| Sneek, 1e Oosterkade | 9.00  | 11.00 | 13.00 | 15.00 | 17.00 |
| Kolmeersland         | 10.00 | 12.00 | 14.00 | 16.00 | 18.00 |

Een enkele reis met dit veer kost €0,50. Op woensdag en zondag wordt van de dienstregeling afgeweken en wordt af- en aan gevaren. Wanneer het schip vol is, volgt direct afvaart.